# Cizancourt
Cizancourt est une commune française située dans le département de la Somme en région Hauts-de-France.

## Géographie

### Localisation
À 53 mètres d'altitude et voisins des communes de Saint-Christ-Briost et d'Épénancourt, trois fermes, une mairie, une église et moins de cinquante habitants constituent la commune de Cizancourt, sur une superficie de 1,8 km2 (soit 19,1 hab./km2).
La plus grande ville à proximité de Cizancourt est Saint-Quentin située à l'est de la commune à 26 km.
La commune est traversée par l'autoroute A29.

### Hydrographie

#### Réseau hydrographique
La commune est située dans le bassin Artois-Picardie. Elle est drainée par la Somme canalisée, le Contre-fossé rive Gauche du canal de la Somme et un autre petit cours d'eau.
Le canal de la Somme, construit entre 1770 et 1827, et mis au gabarit Freycinet en 1880, est long 170 km. Il débute à Saint-Simon où il touche au canal de Saint-Quentin et débouche dans la baie de Somme.

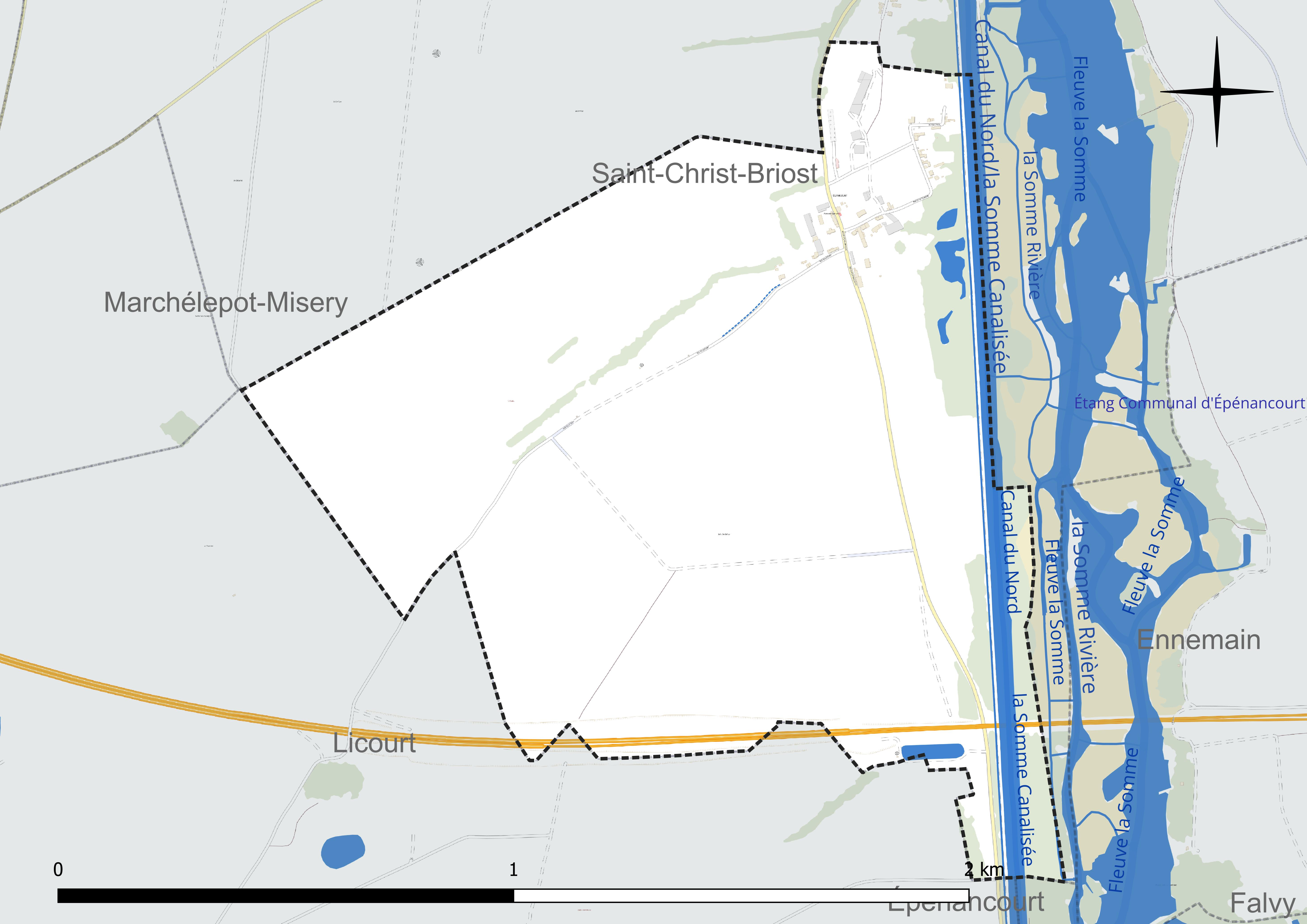
Réseau hydrographique de Cizancourt.

#### Gestion et qualité des eaux
Le territoire communal est couvert par le schéma d'aménagement et de gestion des eaux (SAGE) « Haute Somme ». Ce document de planification concerne un territoire de 1 798 km2 de superficie, délimité par le bassin versant de la Haute Somme est constitué d'un réseau hydrographique complexe de cours d'eau, de marais, d'étangs et de canaux. Le périmètre a été arrêté le 21 avril 2006 et le SAGE proprement dit a été approuvé le 15 juin 2017. La structure porteuse de l'élaboration et de la mise en œuvre est le syndicat mixte d'aménagement hydraulique du bassin versant de la Somme (AMEVA).
La qualité des cours d'eau peut être consultée sur un site dédié géré par les agences de l'eau et l'Agence française pour la biodiversité.

### Climat
Pour des articles plus généraux, voir Climat des Hauts-de-France et Climat de la Somme.
En 2010, le climat de la commune est de type climat océanique dégradé des plaines du Centre et du Nord, selon une étude du CNRS s'appuyant sur une série de données couvrant la période 1971-2000. En 2020, Météo-France publie une typologie des climats de la France métropolitaine dans laquelle la commune est exposée à un climat océanique et est dans la région climatique Nord-est du bassin Parisien, caractérisée par un ensoleillement médiocre, une pluviométrie moyenne régulièrement répartie au cours de l'année et un hiver froid (3 °C).
Pour la période 1971-2000, la température annuelle moyenne est de 10,6 °C, avec une amplitude thermique annuelle de 14,8 °C. Le cumul annuel moyen de précipitations est de 685 mm, avec 11,8 jours de précipitations en janvier et 8,6 jours en juillet. Pour la période 1991-2020, la température moyenne annuelle observée sur la station météorologique la plus proche, située sur la commune d'Estrées-Mons à 7 km à vol d'oiseau, est de 11,0 °C et le cumul annuel moyen de précipitations est de 647,5 mm,. Pour l'avenir, les paramètres climatiques de la commune estimés pour 2050 selon différents scénarios d'émission de gaz à effet de serre sont consultables sur un site dédié publié par Météo-France en novembre 2022.

## Urbanisme

### Typologie
Au 1er janvier 2024, Cizancourt est catégorisée commune rurale à habitat très dispersé, selon la nouvelle grille communale de densité à sept niveaux définie par l'Insee en 2022.
Elle est située hors unité urbaine et hors attraction des villes,.

### Occupation des sols
L'occupation des sols de la commune, telle qu'elle ressort de la base de données européenne d'occupation biophysique des sols Corine Land Cover (CLC), est marquée par l'importance des territoires agricoles (78,1 % en 2018), en diminution par rapport à 1990 (80,1 %). La répartition détaillée en 2018 est la suivante : 
terres arables (78,1 %), zones urbanisées (12,9 %), forêts (9 %). L'évolution de l'occupation des sols de la commune et de ses infrastructures peut être observée sur les différentes représentations cartographiques du territoire : la carte de Cassini (XVIIIe siècle), la carte d'état-major (1820-1866) et les cartes ou photos aériennes de l'IGN pour la période actuelle (1950 à aujourd'hui).

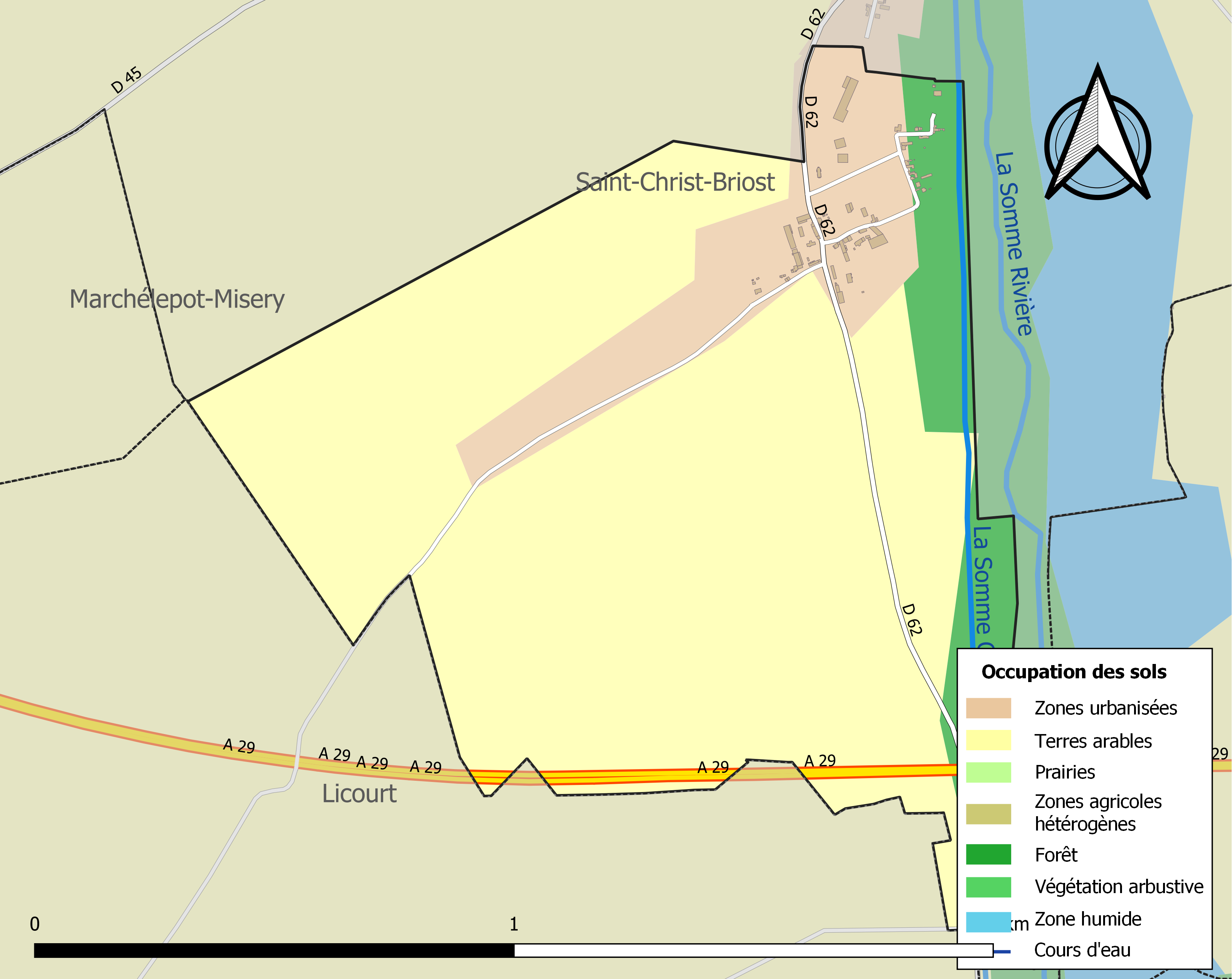
Carte des infrastructures et de l'occupation des sols de la commune en 2018 (CLC).

## Toponymie
Le nom de la localité est attesté sous les formes Chisencourt (1147.) ; Chisencort (1215.) ; Coisiancourt (1337.) ; Sizencourt (1567.) ; Chizancourt (1647.) ; Chizencourt (1648.) ; Cizencour (1733.) ; Cizencourt (1753.) ; Cisancourt (1757.) ; Sezincourt (1761.) ; Sizenecourt (1764.) ; Sizancourt (1767.) ; Gisencourt (1778.) ; Cizancourt (1801.)

## Histoire
Dès l'époque gallo-romaine, Cizancourt s'est implanté dans une vallée qui débouchait sur les étangs de la Samara (Somme|) par une zone marécageuse où jaillissaient des sources. Les substructions d'une villa gallo-romaine ont été fouillées en 2009-2010 par l'INRAP au lieu-dit la Sole des Galets.
Les hommes s'y installent également, attirés par la présence d'un petit village à Saint-Christ et d'un gué à Briost, permettant  le passage à l'est de la rivière, sur une voie romaine secondaire reliant Saint-Quentin à Amiens.
Au XIIe siècle, Cizancourt devient une seigneurie dans la mouvance de Nesle, pour passer ultérieurement dans celle de la prévôté de Péronne.
À partir de 1385, le village est lié à la châtellenie de Briost par son moulin à waide (ou guède), plante utilisée pour la teinture des vêtements.

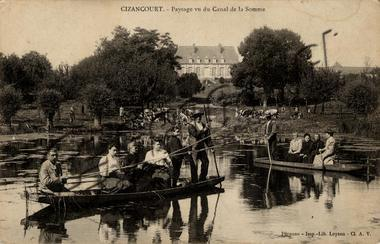
Carte postale montrant les marais de Cizancourt dans les années 1930.

Le village est érigé en commune lors de la Révolution française.
Première Guerre mondiale
Cizancourt est envahi et entièrement détruit tout comme l'église,. Elle a été décorée de la Croix de guerre 1914-1918 le 27 octobre 1920.
L'église a été reconstruite après-guerre dans une zone moins marécageuse, à son emplacement actuel.
Aujourd'hui, seules les pâtures à l'est de la commune rappellent l'aspect des marais d'origine, à la saison des pluies, conférant à ce petit village un caractère particulier.

## Politique et administration

### Rattachements administratifs et électoraux
La commune se trouve dans l'arrondissement de Péronne du département de la Somme. Pour l'élection des députés, elle fait partie depuis 1958 de la cinquième circonscription de la Somme.
Elle faisait partie depuis 1801 canton de Nesle. Dans le cadre du redécoupage cantonal de 2014 en France, la commune est désormais rattachée au canton de Ham.

### Intercommunalité
La commune  faisait partie de la communauté de communes du Pays Neslois (CCPN), créée fin 2001, qui succédait au district de Nesle, créé par arrêté préfectoral du 22 mai 1964.
La loi portant nouvelle organisation territoriale de la République (Loi NOTRe) du 7 août 2015, prévoyant que les établissements publics de coopération intercommunale (EPCI) à fiscalité propre doivent avoir un minimum de 15 000 habitants, le schéma départemental de coopération intercommunale (SDCI) arrêté par le préfet de la Somme le 30 mars 2016 prévoit notamment la fusion des communautés de communes du Pays Hamois et celle du Pays Neslois, afin de constituer une intercommunalité de 42 communes groupant 20 822 habitants, et précise qu'il « s'agit d'un bassin de vie cohérent dans lequel existent déjà des migrations pendulaires entre Ham et Nesle. Ainsi Ham offre des équipements culturels, scolaires et sportifs (médiathèque et auditorium de musique de grande capacité, lycée professionnel, complexe nautique), tandis que Nesle est la commune d'accueil de grandes entreprises de l'agroalimentaire ainsi que de leurs sous-traitants ».
La fusion intervient le 1er janvier 2017 et la nouvelle structure, dont la commune fait désormais partie, prend le nom de communauté de communes de l'Est de la Somme,.

### Liste des maires
| Période                                  | Période                      | Identité         | Étiquette | Qualité                                     |
| ---------------------------------------- | ---------------------------- | ---------------- | --------- | ------------------------------------------- |
| Les données manquantes sont à compléter. |                              |                  |           |                                             |
| 1983                                     | En cours (au 8 octobre 2020) | Jean-Luc Doutart |           | Agriculteur Réélu pour le mandat 2020-2026, |

## Population et société
Les habitants de Cizancourt s'appellent les Cizancourtois ou Cizancourtoises[réf. nécessaire].
Le nom jeté des habitants est : chés guérnoules éd Cizancourt (les grenouilles en picard)[réf. nécessaire].

### Démographie
L'évolution du nombre d'habitants est connue à travers les recensements de la population effectués dans la commune depuis 1793. Pour les communes de moins de 10 000 habitants, une enquête de recensement portant sur toute la population est réalisée tous les cinq ans, les populations de référence des années intermédiaires étant quant à elles estimées par interpolation ou extrapolation. Pour la commune, le premier recensement exhaustif entrant dans le cadre du nouveau dispositif a été réalisé en 2004.

En 2022, la commune comptait 26 habitants, en évolution de −25,71 % par rapport à 2016 (Somme : −1,26 %, France hors Mayotte : +2,11 %).
| 1793 | 1800 | 1806 | 1821 | 1831 | 1836 | 1841 | 1846 | 1851 |
| ---- | ---- | ---- | ---- | ---- | ---- | ---- | ---- | ---- |
| 58   | 84   | 57   | 62   | 64   | 80   | 90   | 78   | 78   |

| 1856 | 1861 | 1866 | 1872 | 1876 | 1881 | 1886 | 1891 | 1896 |
| ---- | ---- | ---- | ---- | ---- | ---- | ---- | ---- | ---- |
| 86   | 97   | 94   | 106  | 105  | 98   | 109  | 95   | 93   |

| 1901 | 1906 | 1911 | 1921 | 1926 | 1931 | 1936 | 1946 | 1954 |
| ---- | ---- | ---- | ---- | ---- | ---- | ---- | ---- | ---- |
| 103  | 111  | 92   | 93   | 89   | 71   | 69   | 86   | 83   |

| 1962 | 1968 | 1975 | 1982 | 1990 | 1999 | 2004 | 2006 | 2009 |
| ---- | ---- | ---- | ---- | ---- | ---- | ---- | ---- | ---- |
| 68   | 60   | 50   | 48   | 47   | 37   | 36   | 34   | 42   |

| 2014 | 2019 | 2022 | - | - | - | - | - | - |
| ---- | ---- | ---- | - | - | - | - | - | - |
| 35   | 31   | 26   | - | - | - | - | - | - |

### Cultes
Catholicisme : Il n'y a plus de messe à Cizancourt, sauf pour les célébrations de mariage et les enterrements. Sainte Marie-Madeleine est fêtée le premier dimanche qui suit le 21 juillet, le même jour que dans le village de Saint-Christ-Briost.

## Culture locale et patrimoine

### Lieux et monuments
- Vestiges de l'époque gallo-romaine

En haut du village se trouvent des vestiges de la cité gallo-romaine d'origine actuellement enfouis. Un peu plus loin, on découvre l'emplacement du fief de Saint-Antoine, sur les lieux d'un ancien établissement des templiers, transformé au XVIIe siècle en manoir, puis en château par Bernard de Péronne.

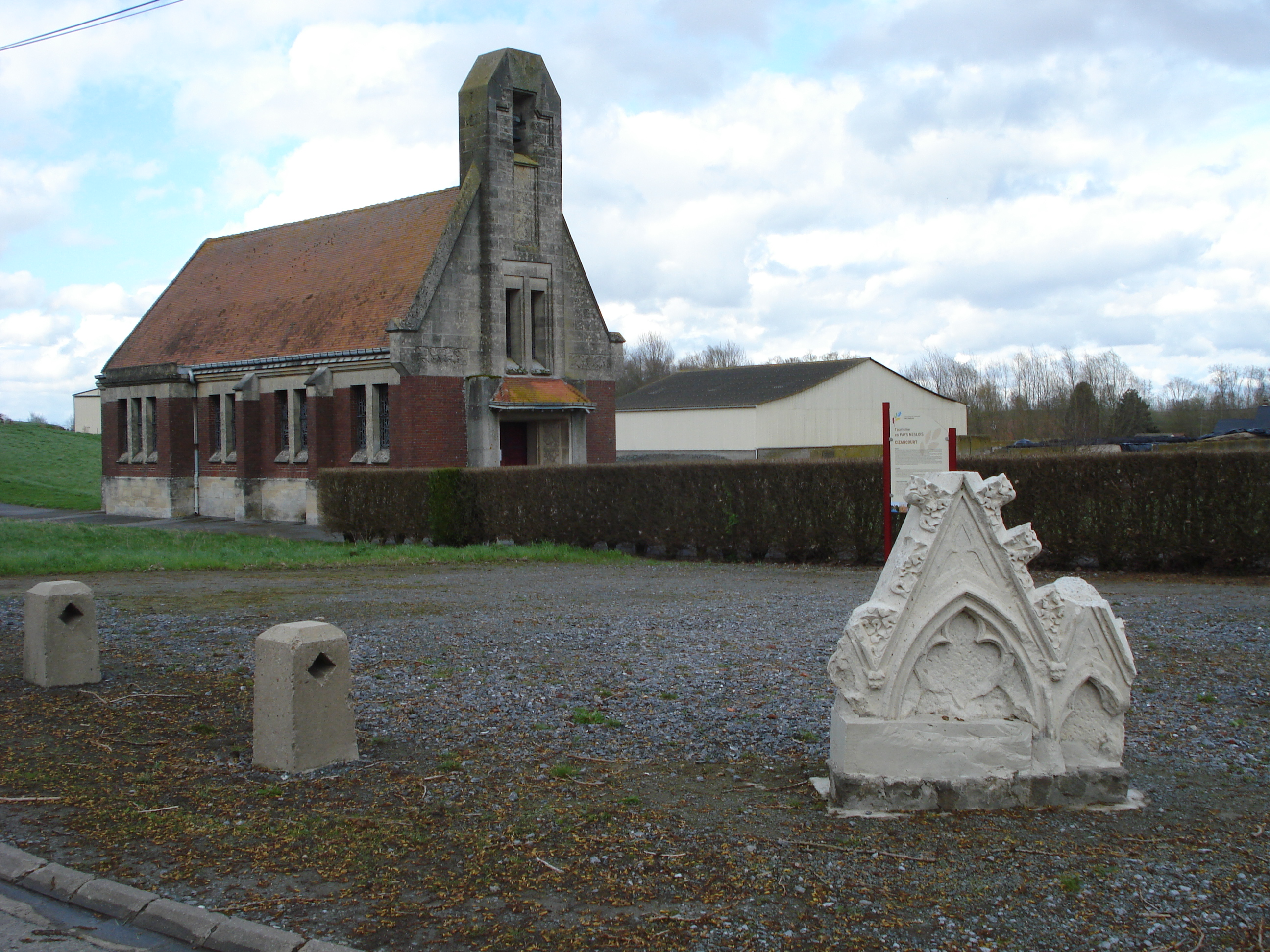
Église Sainte-Marie-Madeleine de Cizancourt et le « chapiteau » de l'ancienne église.

- L'église Sainte-Marie-Madeleine de Cizancourt

La première église de Cizancourt datait du XIIIe siècle. Déjà en mauvais état avant la Première Guerre mondiale, elle fut complètement détruite pendant l'occupation allemande, et ne fut reconstruite qu'en 1930, à quelques centaines de mètres de son emplacement d'origine.
Des vestiges de l'ancienne église, dont de belles pierres et un chapiteau, ont été retrouvés dans la pâture située à l'est dans le village. L'église actuelle se caractérise par son clocher ouvert (clocher-mur ou campenard), assez rare pour la région. On note également la présence de feuilles de vigne, symbole du Christ, sur la façade, ainsi qu'une statue d'époque romaine en bois sculpté dans la nef.
Le mobilier de l'église est contemporain de sa reconstruction :  l'autel, la chaire à prêcher et les fonts baptismaux ont été réalisés en 1929 par l'artiste amiénois Marcel Sueur, le mobilier en bois a été créé par un autre amiénois, Tattegrain, le décor sculpté et le staff est de Morel  et  Georges Tembouret a créé les verrières. Le chemin de croix est de  Roger de Villiers.

### Personnalités liées à la commune

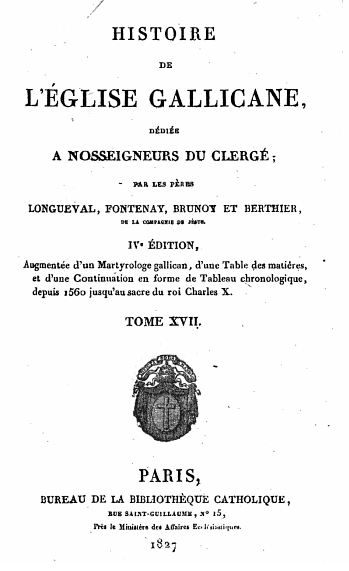
Histoire de l'église Gallicane couverture.

- Père Jacques Longueval : 
D'après les recherches de l'historien Paul Decagny, Cizancourt est la ville natale du père Jacques Longueval, né le 18 mars 1660 de parents inconnus. Remarqué dès son enfance pour sa vivacité d'esprit, il reçut une éducation religieuse à Amiens, puis chez les jésuites. Il consacra sa vie à rédiger « Histoire de l'Église Gallicane », publiée initialement en huit volumes en 1730, complétée par Pierre-Claude Fontenay puis par Pierre Brumoy et rééditée de nombreuses fois.